# Товариш (звертання)

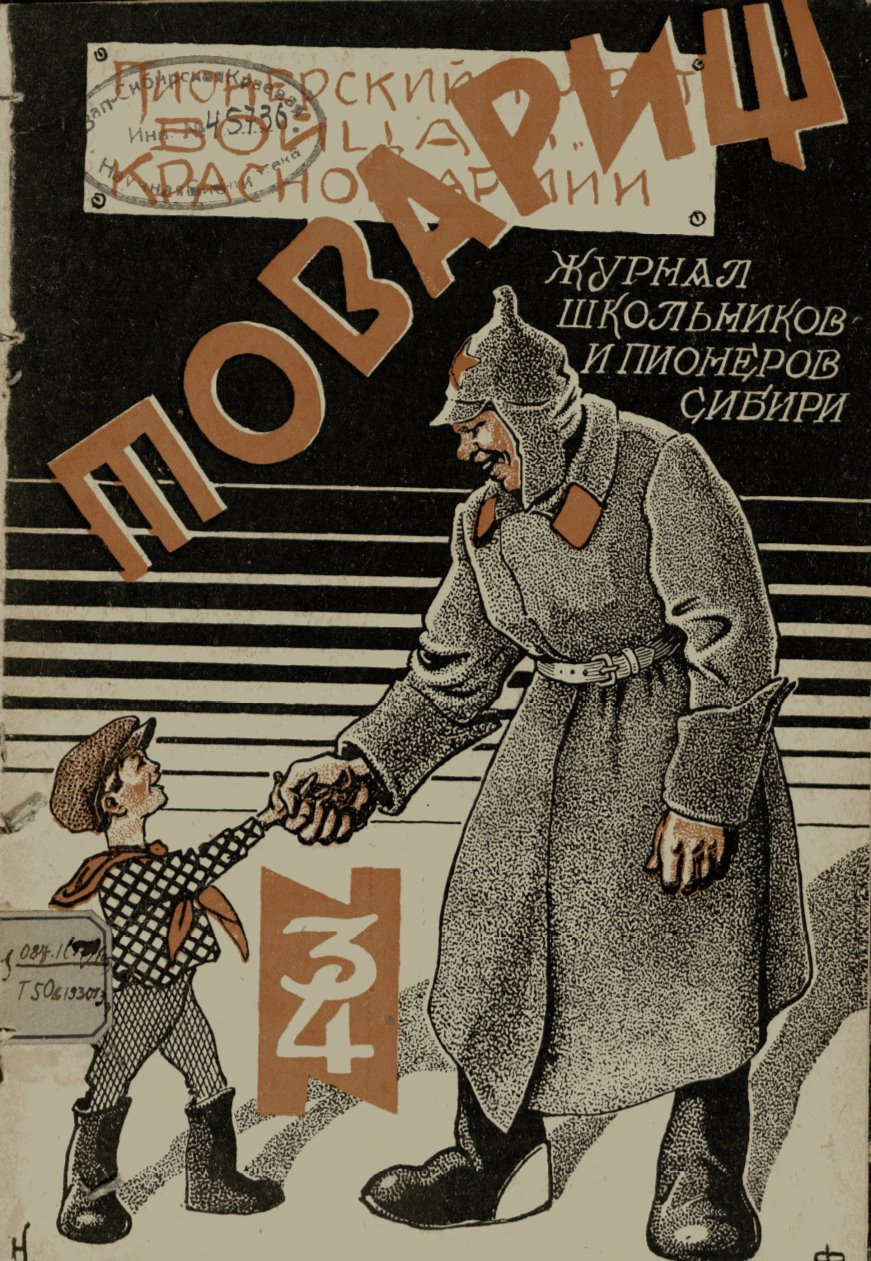
Обкладинка сибірського дитячого журналу «Товариш»

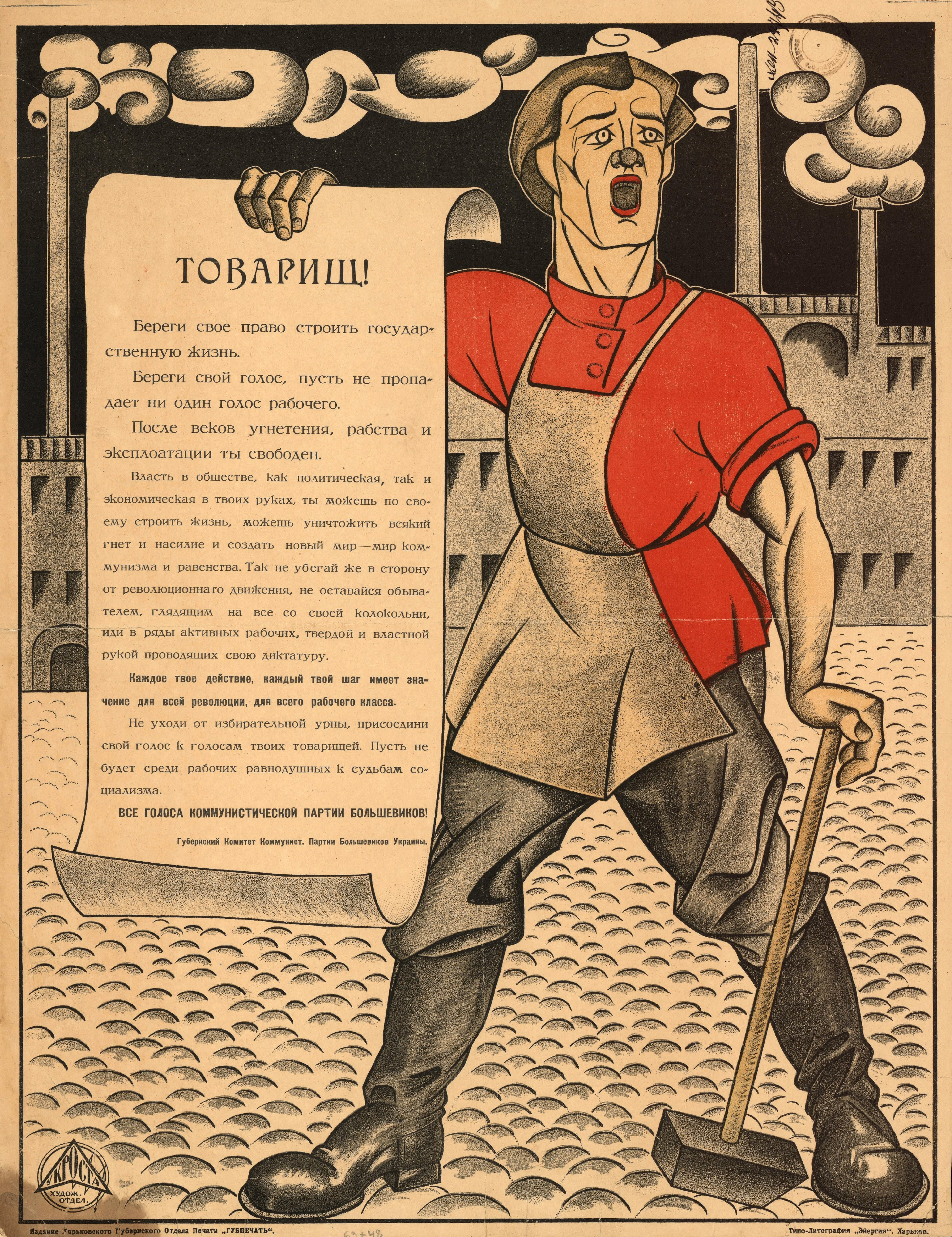
Плакат: «Товаришу! Бережи своє право будувати державне життя». Створено: ≈ в 1919—1921 році

Това́риш (рос. товарищ, англ. comrade, фр. camarade) — звертання до людини, що посідає рівне з іншими становище в суспільстві, колективі; людини, зв'язаної з іншими спільною професією, місцем роботи, навчання, службою в армії й т. ін.; до колеги; людини, яка спільно з ким-небудь виконує якусь справу, бере участь у якихсь діях, співучасника чого-небудь; компаньйона, спільника, друга; людини соціалістичного суспільства, до радянської людини, представника певної радянської установи, підприємства; також це форма звернення (офіційне скорочення тов., напр. тов. Ленін) (в основному до чоловіків, але буває в жіночому роді товаришка, рос. товарка) в радянському середовищі, СРСР, а також багатьох соціалістичних країнах, партіях і організаціях лівої орієнтації.

У Радянському Союзі та більшості соціалістичних країн це звернення було офіційним. Нині «товариш» набагато менше вживається у зверненні, і є статутним зверненням в ряді пострадянських збройних сил (Збройні сили Республіки Білорусь, Збройні сили Російської Федерації та інші), козацтві, в ряді лівих і комуністичних організацій.

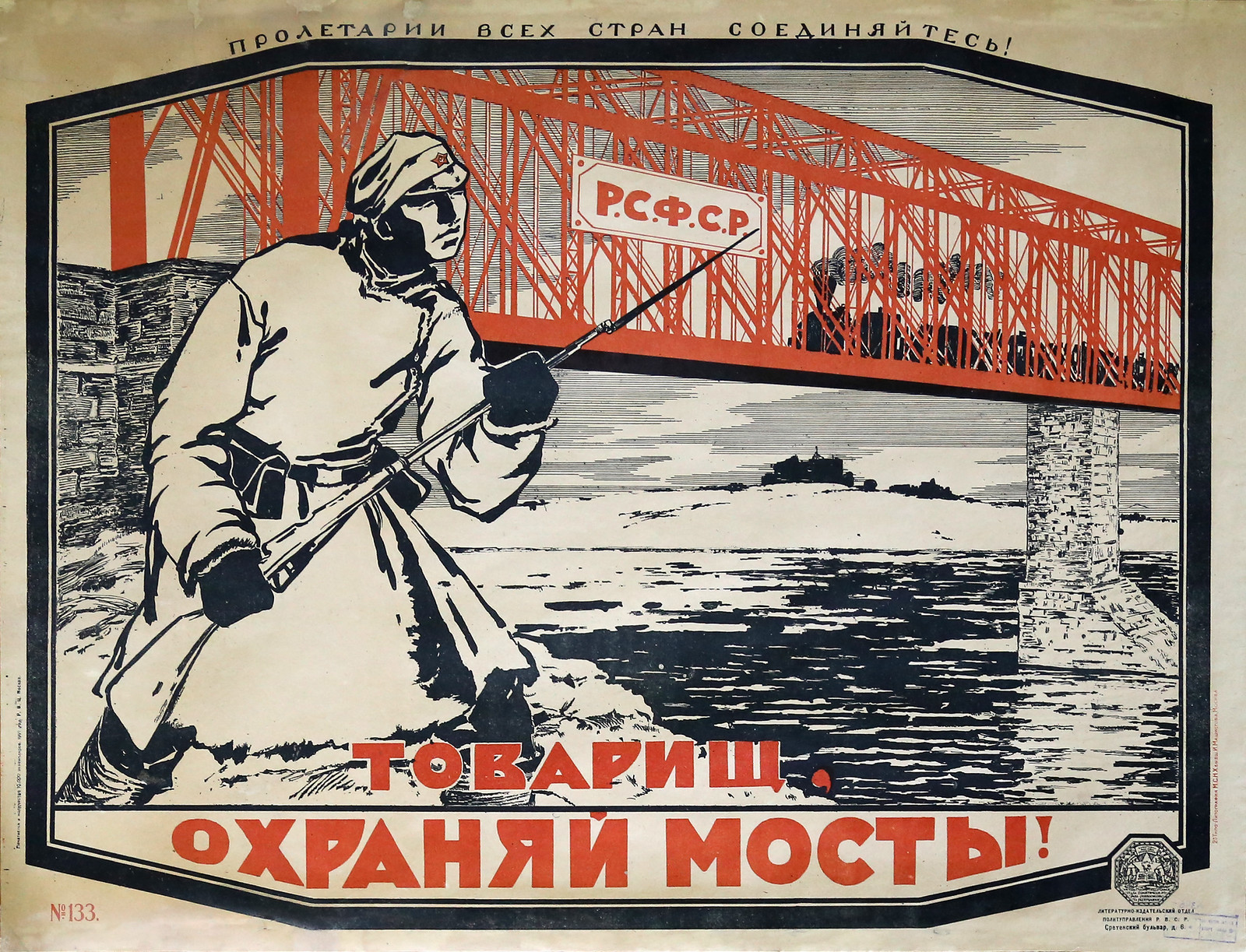
Плакат: «Товаришу, охороняй мости!»

## Етимологія
Слово «товариш» пояснюється М. Фасмером як запозичення з тюркських мов (ср. тур., чагат. tavar «майно, худоба, товар», esh «міняти» (див. Товар) + еš, iš), — Етимологічний словник російської мови М. Фасмера.
Українським мовознавцем Тищенком Костянтином Миколаєвичем слово «товариш» теж пояснюється як запозичення з алтайських, а саме тюрських мов.
Товаришами називали себе бродячі торговці на Русі, які торгували одним (схожим) товаром. П. Я. Черних виводить це слово від др.-рус. товаръ, товарище — стан, військовий табір.
Після російської революції цей термін був обраний комуністами як більш рівноправне звернення ніж пан та пані. Цей вибір був натхненний французькою революцією, яка, скасувавши привілеї, хотіла скасувати також титули дворянства, використовуючи термін громадянин (-нка). Насправді використання слова «товариш» не почалося з російської революції. Етимологічний словник Ларусського свідчить, що політичний зміст цього слова народився в 1790 році. Його тоді широко використовували французькі соціалісти.
Після скасування дворянських титулів у Франції, а також термінів месьє і мадам (буквально, «мій лорд» і «моя леді»), революціонери використовували термін citoyen для чоловіків і citoyenne для жінок (що значать «громадянин», «громадянка») для звертань один до одного.

## Політичне значення
У XIX—XX століттях слово «товариш» отримало політичне забарвлення, поширившись як звернення в середовищі комуністів, соціалістів, соціал-демократів, лейбористів і анархістів. Використання слова «товариш» покликане підкреслити солідарність і взаємну довіру ідеологічних однодумців.
У середовищі запорізького і донського козацтва титул «товариш» використовувався рядовими козаками, повноправними членами козацької громади. Існували також титули військового, бунчукового і значкового товариша.
| Хочеться мені вам сказати, панове, що таке є наше товариство. Ви чули від батьків і дідів, як колись шанували всі нашу землю: і грекам вона далася взнаки, і з Царгорода брала червінці, і міста у нас були пишні, і храми, і князі були нашого роду, свої князі, а не католицькі недовірки. Все взяли бусурмани, все пропало. Тільки зостались ми, сироти, та, як вдова після смерті доброго чоловіка, також сирота, як і ми, земля наша! Ось у який час подали ми, товариші, руку на братерство! Ось на чому стоїть наше товариство! Немає уз святіше товариства! Батько любить своє дитя, матір любить своє дитя, дитя любить батька і матір. Але це не те, братці: любить і звір своє дитя. Але поріднитися душею, а не по крові, може тільки людина. Бували й в інших землях товариші, але таких, як на нашій землі, не було таких товаришів.Оригінальний текст (рос.) Хочется мне вам сказать, панове, что такое есть наше товарищество. Вы слышали от отцов и дедов, в какой чести у всех была земля наша: и грекам дала знать себя, и с Царьграда брала червонцы, и города были пышные, и храмы, и князья, князья русского рода, свои князья, а не католические недоверки. Все взяли бусурманы, все пропало. Только остались мы, сирые, да, как вдовица после крепкого мужа, сирая, так же как и мы, земля наша! Вот в какое время подали мы, товарищи, руку на братство! Вот на чём стоит наше товарищество! Нет уз святее товарищества! Отец любит своё дитя, мать любит своё дитя, дитя любит отца и мать. Но это не то, братцы: любит и зверь своё дитя. Но породниться родством по душе, а не по крови, может один только человек. Бывали и в других землях товарищи, но таких, как в Русской земле, не было таких товарищей. |
Як і інші соціалістичні партії, російські соціал-демократи активно використовували в спілкуванні звернення «товариш». Після Жовтневої революції в Радянській Росії й Радянському Союзі «товариш» було загальноприйнятим офіційним зверненням. У ситуаціях, коли підкреслювалася офіційність, наприклад, в судовому діловодстві, застосовувалося звернення «громадянин (-нка)» (рос. гражданин, гражданка). Жіноча форма слова (рос. товарка) рідко застосовувалася як звернення до жінки; російською зверталися, так само як до чоловіка, наприклад: «товариш Іванова».
Після розпаду СРСР звернення «товариш» було відносно швидко витіснене традиційними дореволюційними звертаннями.
Повсякденне використання слова «товариш» марксистськими, троцькістськими й сталіністським партіями викликало використання його західними антикомуністами стосовно до їх лівих політичних опонентів (неважливо, комуністів або соціал-демократів) в зневажливому розумінні. Перебільшено часте використання цього слова як постійний атрибут радянського (і пострадянського) життя і лівого руху стало рисою американської попкультури.

## Звернення у Збройних Силах

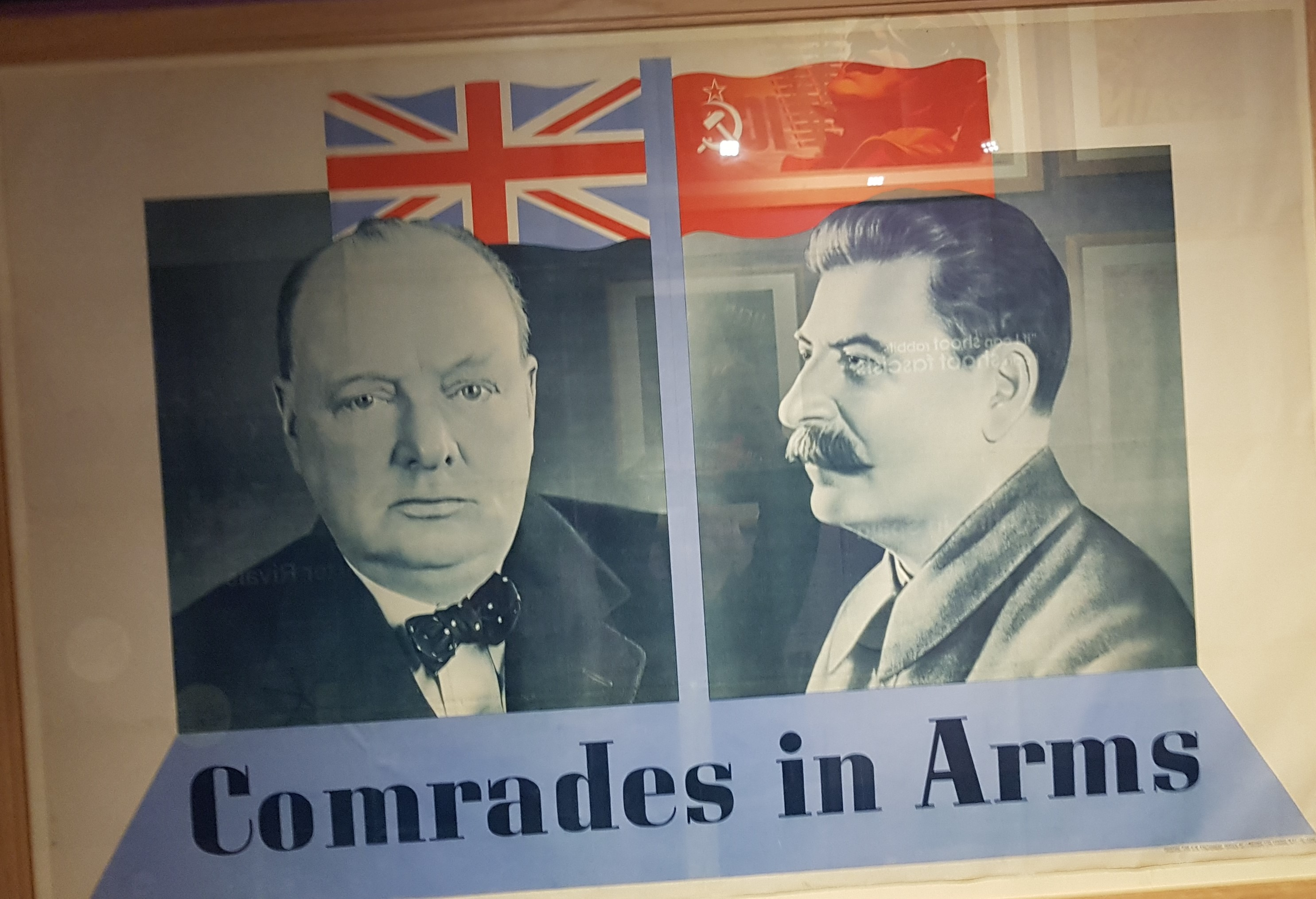
Напис: «Товариші по зброї»

В сучасних Російських ЗС слово «товариш», відповідно до Статуту внутрішньої служби Збройних Сил Російської Федерації, обов'язково використовується при зверненні військовослужбовців один до одного.
В Україні звертання «товариш» було як і раніше стандартною формою звернення до збройних сил і поліції (чи раніше міліції), поки у жовтні 2018 року воно не було змінено законом на українське слово пане/пані.

## В інших країнах

### У Південній Африці
Протягом 1970-х і 1980-х років, товариш стало популярною революційною формою звернення в Південній Африці серед тих, хто брав участь у політичній діяльності проти апартеїду. Наприклад, члени Африканського національного конгресу і Південноафриканської комуністичної партії часто називали один одного товаришами.
Серед бідних жителів селищ країни, вона також використовувалася для конкретного позначення членів войовничих молодіжних організацій. Ці радикальні активісти вели бойкоти споживачів, організовували мітинги та демонстрації проти апартеїду і залякували підозрюваних у зв'язках з урядом Південної Африки або силами безпеки.

### У Зімбабве
У Зімбабве термін використовується для осіб, пов'язаних з політичною партією ZANU (PF). Державні засоби масової інформації також використовують Cde як скорочення від comrade.

### У Південному Судані
Члени Суданської народно-визвольної армії називають один одного «товаришами».

### У Китаї
Китайський аналог слова, «同志» (піньінь: tóng zhì), перекладається як «(люди) з єдиною метою». Воно активно використовувалося і використовується як в Комуністичної партії Китаю, так і в Гоміндану (навіть після втечі уряду Чан Кайші на Тайвань). Після утворення КНР термін активно використовувався і в повсякденному житті, аж до ринкових реформ 1980-х років, коли він став лише поважних зверненням до людей середнього віку і в КПК, причому відмова від використання слова щодо товариша по Компартії вважається м'яким виразом неповаги.

## Слово «товариш» іншими мовами
- Азербайджанська: yoldaş (йолдаш)
- Албанська: shok
- Англійська: comrade
- Арабська: رفيق (rafīq)
- Білоруська: таварыш

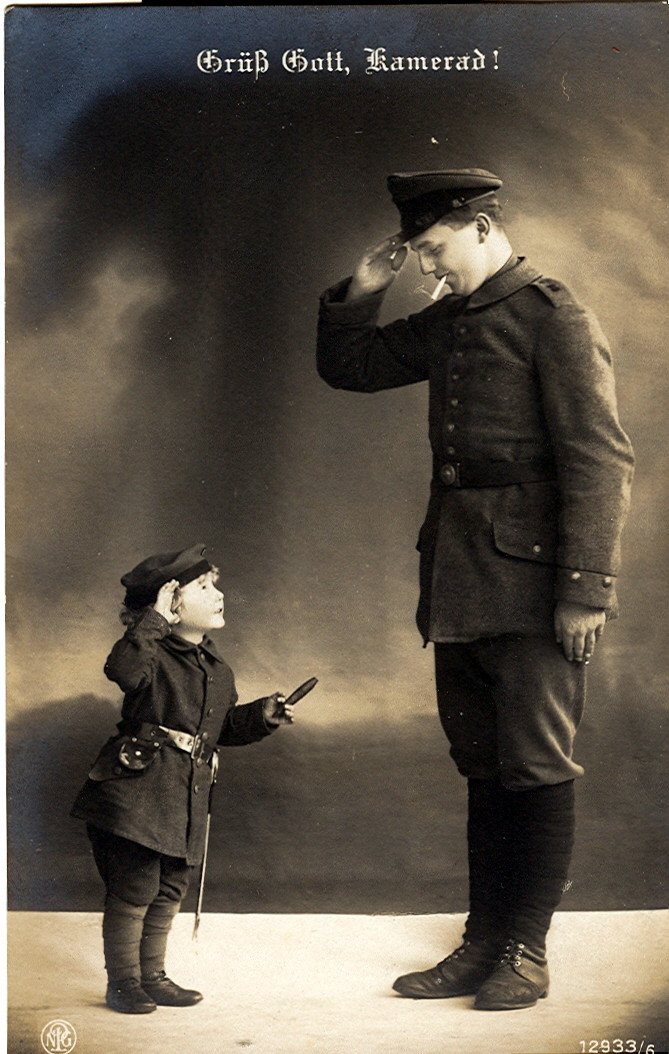
Листівка, без дати (близько 1915 р.); напис: «Привіт, товаришу!»

- Бірманська: သူငယ်ချင်း /θəŋɛ̀d͡ʑɪ́ɴ/ («друг»)
- Болгарська: другар (-ка)
- Боснійська, сербська і хорватська: drug
- Вірменська мова: ընկեր (ənker)
- Грецька: σύντροφος (сінтрофос)
- Грузинська: ამხანაგი (amxanagi)
- Есперанто: kamarado; samideano (букв. — «однодумець», традиційна форма звернення серед есперантистів)
- Естонська: seltsimees (дослівно «суспільна людина», «людина суспільства (громади, товариства)»)
- Іврит: «חבר» (хавéр)

- Ідиш: «חבר» (ха́вер)

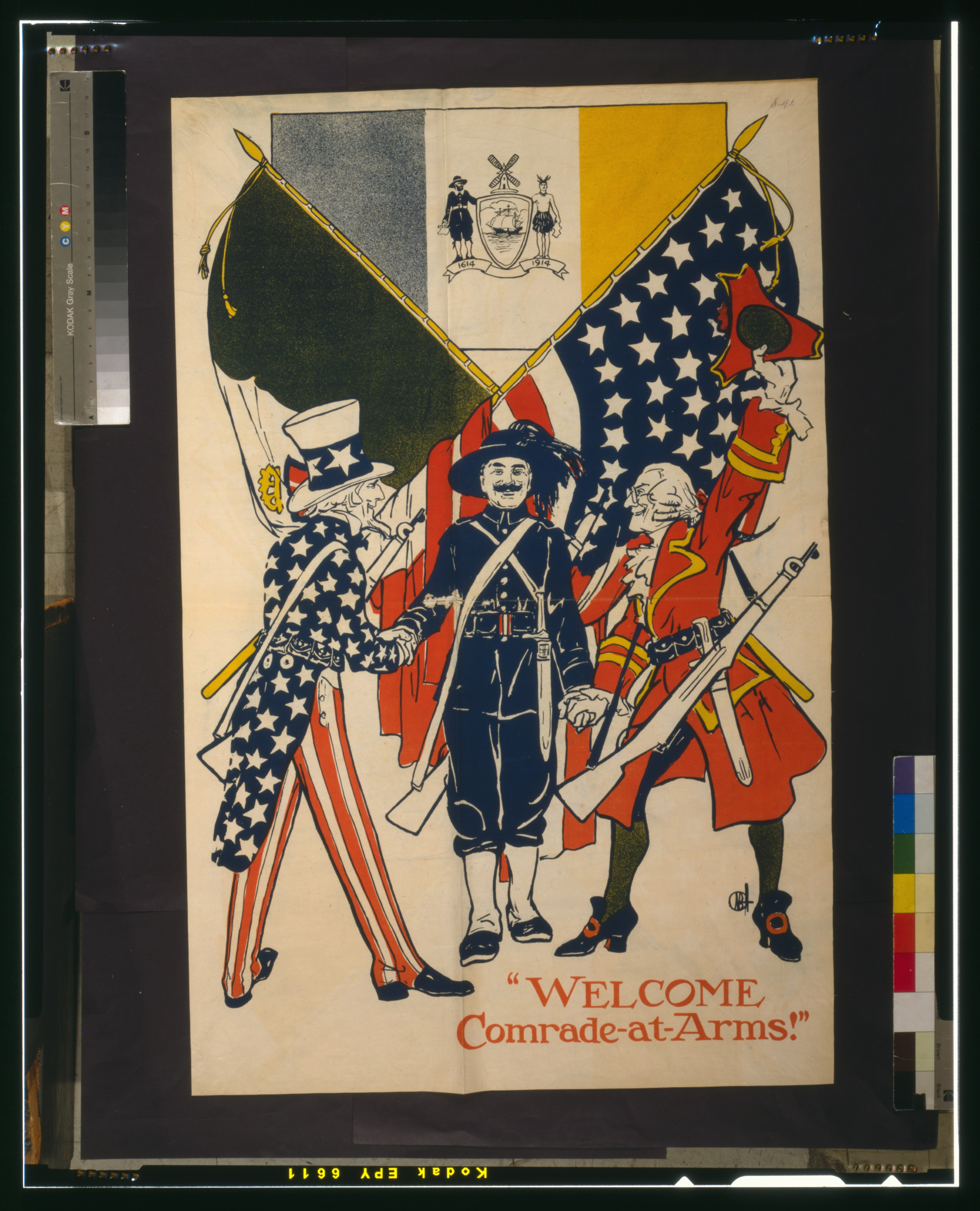
Напис: «Ласкаво просимо, товариші по зброї!»

- Іспанська: camarada (в Іспанії та Перу), compañero/compañera (на Кубі, в Чилі та більшості країн Латинської Америки, в Перу)
- Італійська: compagno
- Казахська: жолдас (також буквально «супутник» від «жол» — «дорога, шлях». Під словом «жолдас» в певному контексті може розумітися чоловік або дружина (в значенні подружжя))
- Китайська: 同志 (піньінь: tóngzhì) (поширене як в КНР, так і на Тайвані серед членів Гоміньдану (国民党)). Використовується після прізвища або посади, наприклад: 王 同志 (Wáng-tóngzhì) «товариш Ван»).
- Корейська: використовуються дві форми — 동무 (dongmu, товариш) і 동지 (dongji, старший товариш)
- Киргизька: жолдош
- Латвійська: biedrs
- Монгольська: нөхөр nöhör, нёхёр.
- Німецька мова: Genosse, Kamerad (в армії), іноді використовувалося звернення Kollege. У III Рейху були прийняті звернення партайгеносе стосовно членів НСДАП і фольксгеноссе щодо простих німців. Після поразки Німеччини у Другій світовій війні німецьким комуністам довелося замість слова «геносе» («товариш»), використовувати слово «колега»[36].
- Нідерландська: kameraad
- Польська: towarzysz (-ka).
- Португальська: camarada
- Румунська: tovarăș, camarad
- Російська мова: товарищ, (жін.) товарка

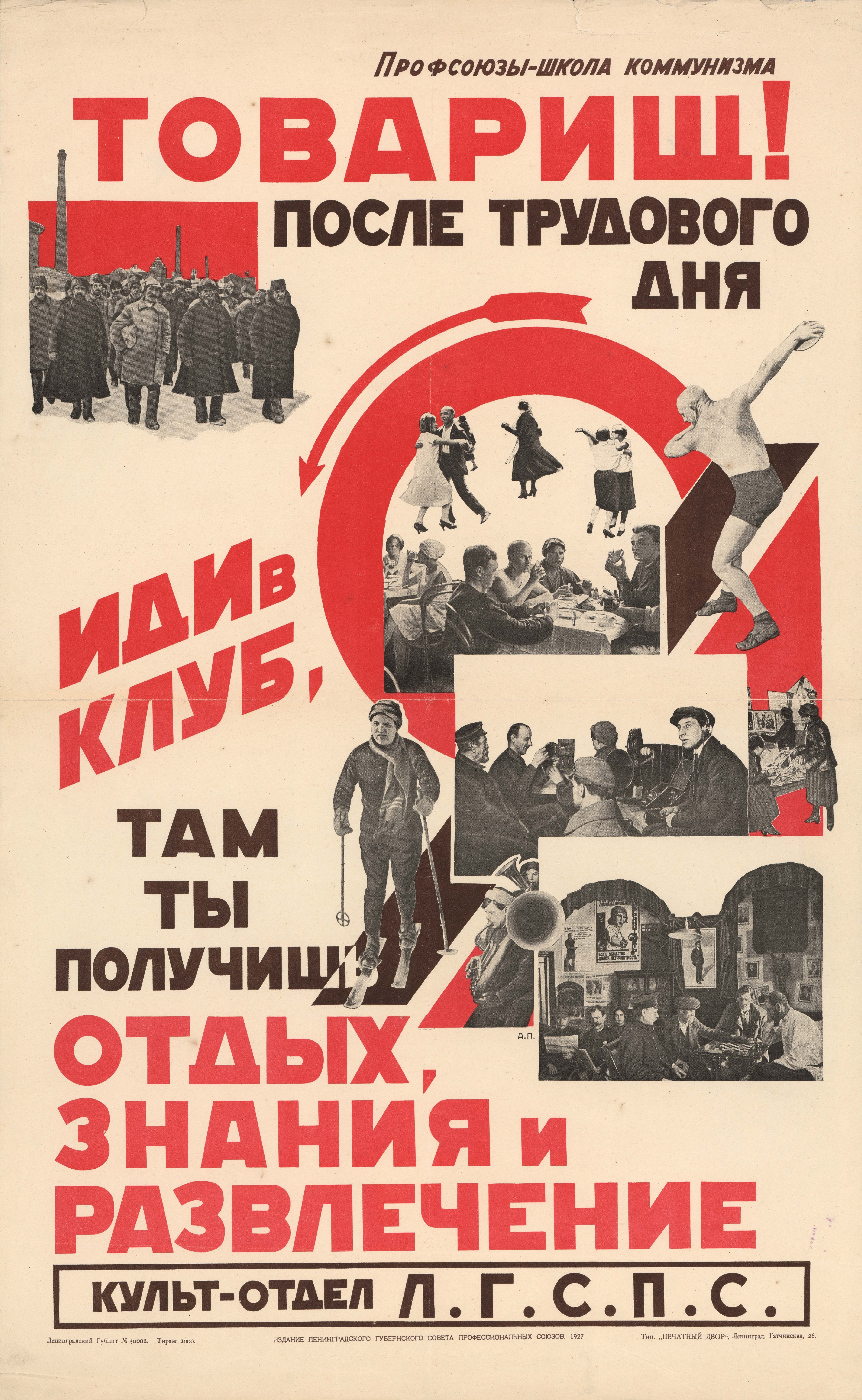
Напис на плакаті: «Товаришу! Після трудового дня йди в клуб, там ти отримаєш відпочинок, знання і розваги.»

- Словацька мова: súdruh, kamarát (в значенні «друг»)
- Словенська: tovariš
- Суахілі: ndugu, (жін.) dada
- Таджицька: рафиқ
- Тайська: สหาย (sà-hǎai)
- Турецька мова: Yoldaş або arkadaş
- Угорська: elvtárs
- Узбецька мова: o'rtoq
- Українська мова: товариш
- Фінська мова: toveri
- Французька: camarade
- Чеська: sůdruh, kamarád (в значенні «друг»)
- Чуваська: юлташ
- Шведська: kamrat
- Якутська: табаарыс
- Японська: 同志 (dōshi). Як і в китайській, використовується після прізвища або посади, наприклад: 高山 同志 «товариш Такаяма».

## У літературі та культурі

### Літературні твори
- У романі Джорджа Орвелла «Колгосп тварин» тварини називають один одного товаришами.

### Пісні
- «Товариш» (рос. «Я песней, как ветром, наполню страну…»; 1970) — пісня композитора Олега Іванова на вірші Олександра Прокоф'єва. Текст пісні «Товариш» з'явився в результаті перероблення однойменного вірша Олександра Прокоф'єва (присвяченого А. Крайському)[37]. У травні 1970 року пісня перемогла на Всесоюзному конкурсі молодих композиторів.

### Фільми
- «Товариш» (англ. Tovarich) — комедія 1937 року зі Клодет Кольбер і Шарлем Буає в головних ролях[38]. Екранізація п'єси Роберта Шервуда.

### Прислів'я та приказки
- Ситий голодному не товариш.
- Сліпий зрячому не товариш.
- Піший кінному не товариш.
- Гусак свині не товариш.
- Лимар ситникові не товариш.
- Старець ведміднику не товариш.
- Шпак орлу не товариш.
- Кінь волу не товариш.
- Шорник свитнику не товариш.
- Ситник берднику не товариш.
- На колір і смак товариш не всяк. (На любов і смак товариш не всяк[39][40])
- Сам пропадай, а товариша з біди виручай.
- Вірного друга народ прославить, бо він товариша в біді не зоставить.
- Скажи мені, хто твій товариш, — тоді я скажу хто ти.
- Не лякайся розумного ворога, а бійся дурного товариша.

- Не тоді спати, як товариш шапки шукає.
- Товариш мовний в дорозі стоїть за віз смаровний. ([41],[42])

### Сталі вирази
- Товариш у нещасті; товариш у недолі (рос. Товарищ по несчастью).
- Товариш по зброї (зброєю); (іноді) бойовий товариш (рос. Товарищ по оружию, англ. Comrades im arms[43]).
- Товариш по чарці (рос. Собутыльник).
- Товариш у праці (у роботі) (рос. Товарищ по работе). ([44])

## Інше
У XIX столітті «товариш міністра» означало заступник міністра.

### «Товариш» в культурі
- Tovarich (фільм)[ru]
- Товарищ (пісня)[ru]

### В назвах

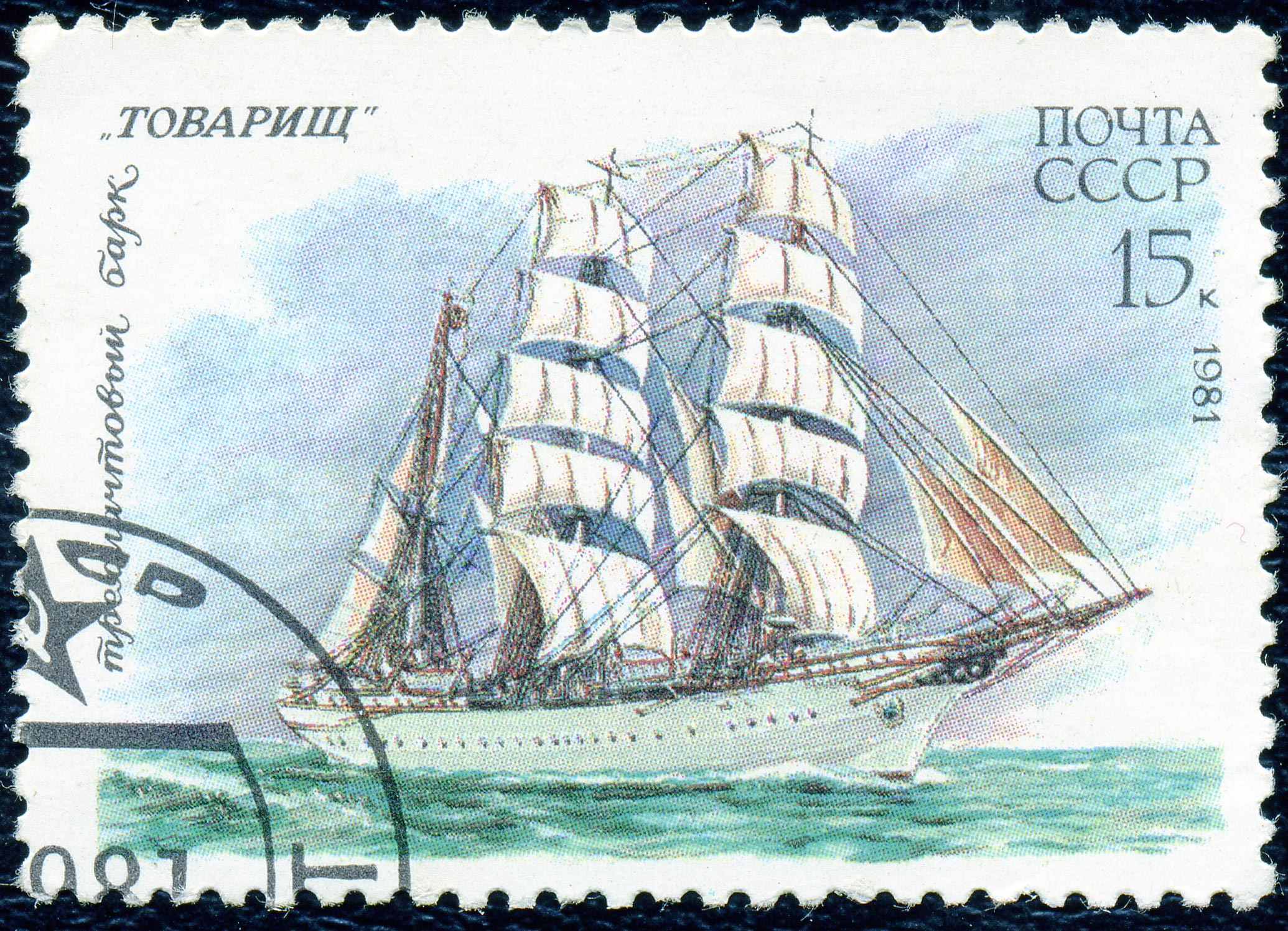
Радянська марка, барк «Товарищ»

- Товарищ (барк)
- Товарищ (газета)
- Товариш (журнал)
- Tovarishch (астероїд)

### Інші звертання
- Сударь
- Міс
- Містер
- Сер